# Für ein paar Murmeln mehr
Für ein paar Murmeln mehr ist ein niederländischer Kinderfilm von Jelmar Hufen aus dem Jahr 2006. Die Uraufführung fand am 27. September 2006 beim Niederländischen Filmfestival statt.

## Handlung
Vier zehnjährige Kinder werden durch zwei Alkoholiker von ihrem Spielplatz gescheucht. Da keiner der Eltern den Kindern mit ihrem Problem helfen will, weil diese zu viel mit ihren eigenen Sachen beschäftigt sind, müssen die Kinder selber die Initiative ergreifen. Jetzt gibt es nur noch eine Möglichkeit. Sie müssen versuchen, die Hilfe von diesem „gefährlichen“ Jungen zu bekommen, der einige Straßen weiter wohnt. Nun erleben die vier Kinder ein spannendes Abenteuer, bis sie schließlich ihren Spielplatz zurückerobern.

## Kritik
Beim filmfestival.nl wird die Tatsache angesprochen, dass nicht nur der Titel auf Sergio Leones Western Für ein paar Dollar mehr hinweise, sondern dass auch die Musik und die Geschichte sich an diesen Film anlehne. Die Art wie die Kinder ihren Spielplatz zurückerobern, hätte eine cowboyartige bzw. militärische Dramatik.

## Auszeichnungen
- ‘Silver Remi’ – ‘Bester Kinderkurzfilm’ – WorldFest Houston Int’l Film Festival, Vereinigte Staaten
- KuKi 2 ‘Bester Kinderkurzfilm’ – Internationales Kurzfilmfestival Berlin, Deutschland
- Beste Regie – Young Cuts Film Festival, Kanada
- DokuKids Award – Dokufest International documentary and short film festival, Kosovo
- Ritsapoika Award – International Children’s Film Festival Leffis, Finnland
- Beste Kamera – Arrivano I Corti Festival del cortometraggio, Italien
- Bester Kurzfilm – International Short Film Festival Open Screen, Niederlande
- Winner ‘Preis der Jury’ – Regie – Almost Famous Film Festival, Vereinigte Staaten
- Winner ‘Preis der Jury’ – Drehbuch – Almost Famous Film Festival, Vereinigte Staaten
- ‘International Filmmaker Award’ – New Strand Film Festival, Vereinigte Staaten
- 2. Platz ‘Bester Kurzfilm – Drama’ – End of the Pier International Film Festival, Vereinigte Königreich
- 2. Platz ‘Besten Europäischen Kurzfilm’ – End of the Pier International Film Festival, Vereinigte Königreich
- Lobende Erwähnung – Schlingel Internationales Filmfestival für Kinder und junges Publikum, Deutschland